# Preposizioni del greco antico
La preposizione è una parte invariabile del discorso, insieme all'avverbio, alla congiunzione e all'interiezione. Nel greco antico le preposizioni sono divise in due categorie: proprie e improprie.
L'introduzione di esse, nella lingua, dipese dalla necessità di esprimere in modo preciso un gran numero di complementi e determinazioni (di causa, d'agente, finale, di tempo ecc.), per cui i casi rimasti dei sette originari dell'indoeuropeo non erano sufficienti. Inizialmente le preposizioni erano avverbi privi di collegamento con i sostantivi della frase, e non avevano una stabilita collocazione nel discorso.

## Proprie
Hanno funzione avverbiale, entrando in composizione con verbi per stabilire una determinata proposizione subordinata, e comunicano anche col sostantivo stesso per formare il complemento:
- ἀμφί (intorno), vuole l'accusativo, ma in metrica si usa anche col genitivo e il dativo
- ἀνά (sopra, su), con accusativo, genitivo e dativo per la poesia
- ἀντί (di fronte a) col genitivo
- ἀπό (da lontano, per mezzo di) col genitivo
- διά (attraverso, durante) col genitivo
- εἰς (verso, contro, riguardo) con accusativo)
- ἐκ/ἐξ (da, da parte di) con genitivo
- ἐπί (sopra, presso, intorno, durante) con genitivo, dativo e accusativo
- κατά (giù, lungo) con genitivo e accusativo
- μετά (con, fra, dopo, dietro) con genitivo e accusativo, dativo per la poesia
- παρά (da parte, presso), con genitivo, dativo, accusativo
- περί (intorno, verso, sulla qualcosa) con genitivo, dativo, accusativo
- πρό (davanti, da parte, in favore di) con genitivo
- πρός (in favore di, per) con genitivo, dativo, accusativo
- σύν (con, in compagnia, grazie a) con dativo
- ὑπέρ (al di sopra di) con genitivo e accusativo
- ὑπό (sotto, verso, durante) con genitivo, dativo, accusativo

## Improprie
Non entrano in composizione con verbi e sostantivi, ma sono usate come proposizioni, conservando l'originario valore avverbiale, pur non essendo più avverbi.
- ἄνευ (senza, eccetto) con genitivo
- ἄνω (al di sopra di) con genitivo
- ἀντικρύ (di fronte a) con genitivo
- ἄχρι(ς) / μέχρι(ς) (fino a) con genitivo
- δίκην e δίχα (alla maniera di, contrariamente a) con genitivo
- ἐγγύς (vicino a) con genitivo
- εἴσω / ἐντός (dentro a) con genitivo
- ἐκάς (lontano da) con genitivo
- κάτω (al di sotto di) con genitivo
- μεταξύ (fra, durante) con genitivo
- πλήν (eccetto) con genitivo
- πρόσθην (prima di) con genitivo

## Le proposizioni nella frase
Con l'aggiunta delle preposizioni ai verbi e ai sostantivi nelle proposizioni subordinate, nel periodo del greco antico, si creano le seguenti proposizioni secondarie (o subordinate):
- Indipendenti: possono avere tutti i modi verbali, il più frequente è l'indicativo. La nominale più frequente è quella in cui è omesso il verbo essere alla III persona singolare dell'indicativo presente o imperfetto, esso è sottinteso quando ha valore di copula in frasi proverbiali, con aggettivi e sostantivi neutri

- Interrogative: sono enunciative, esprimendo un fatto, o esprimere una volontà (per questo dette volitive), oppure porre una domanda (interrogative dirette). Alcune interrogative dette "retoriche" hanno un valore apparente, perché per dare enfasi ed evidenza al concetto e al discorso, presentano una forma di domanda su ciò di cui si conosce già la risposta; le retoriche equivalgono a un enunciato affermativo o negativo. Si classificano in:

- Interrogative dirette: usano l'indicativo, ma anche il congiuntivo o l'ottativo potenziale, cui si uniscono le particelle interrogative, se si pongono domande in modo che la risposta sia implicita, si hanno le "interrogative retoriche" che nascono da uno stato d'animo di sdegno, stupore, ironia, frequenti soprattutto nelle opere di Demostene, di Eschine e di Andocide, ma anche in Platone e Aristotele.

Si suddividono in:
- - Dirette semplici: possono essere introdotte da aggettivi e pronomi interrogativi come τίς, τί (chi? che cosa?), o ποῖος, α, ον (di quale natura?), πότερος, α, ον (quale dei due?); si usano anche avverbi interrogativi come πῶς (come?), πόσος, η, ον (quanto grande?), πόθεν (da dove?).
  - Disgiuntive: nella domanda si pone un'alternativa tra due o più possibilità di risposta (sarà così o in quest'altro modo?), e si usa la particella ἥ.
  - Retoriche: sono introdotte dalle particelle οὐ, οὐκ, ἧ γάρ, μή, μῶν (queste ultime due per un'interrogativa con valore di negazione).

- - Indirette: nella forma semplice sono introdotte dalla congiunzione εἰ (se) oppure da pronomi e aggettivi-avverbi interrogativi delle interrogative dirette; al posto di ποῖος o πότερος si trovano i correlativi indiretti ὁποῖος (di quale specie). I modi e i tempi dell'interrogativa indiretta sono gli stessi che si avrebbero, se la domanda fosse in modo diretto; se nella reggente c'è un tempo storico, si può avere l'ottativo obliquo al posto dell'indicativo e del congiuntivo dubitativo. Nelle interrogative indirette, il pronome τίς è spesso sostituito con ὅστις, ἥτις, ὅτι, e c'è la tendenza a utilizzare il pronome relativo al posto dell'interrogativo, sicché le indirette spesso non sono vere e proprie domande, perché spesso e volentieri manca il segno ; del punto interrogativo - es: Οὐδεις ἀγνοεῖ ὅντινα πρότον ὁ Σωκράτης ἐβίου (Nessuno ignora in che modo vivesse Socrate).
Le indirette disgiuntive si formano con le stesse particelle delle dirette disgiuntive, nel caso di negazione, si usa ἥ μή (o no).

- Proposizioni completive: esprimono un concetto che rappresenta un'integrazione necessaria della proposizione reggente, si presentano sia in modo esplicito che implicito. Si ricordano le dichiarative esplicite-implicite, rette dai verba dicendi, sentiendi, putandi, declarandi, da forme impersonali, da un aggettivo neutro o da un sostantivo, accompagnati dal verbo essere. Le esplicite sono introdotte da congiunzioni quali ότι διότι ώς, presentano l'indicativo presente o dei tempi storici, per indicare l'irrealtà l'ottativo potenziale. Le implicite invece mostrano l'infinito, solitamente il soggetto è sottinteso, se il soggetto è diverso da quello della reggente, allora sarà un accusativo. Dai verbi che esprimono percezione, la forma è implicita e viene usato il participio predicativo. Anche le proposizioni volitive e lo iussivo si costruiscono con l'accusativo e l'infinito.

- Proposizioni completive: quelle rette dai verba sperandi, iurandi, minandi hanno l'infinito al futuro, ma anche presente o aoristo; le volitive ed esortative rette dai verba timendi sono introdotte da μή e presentano il congiuntivo o l'ottativo obliquo in dipendenza da tempi storici. Raramente si incontrano l'indicativo presente, perfetto, aoristo. Le "completive volitive" rette dai verba impediendi e recusandi presentano il modo infinito e sono introdotte da μή, la costruzione è molto simile alle volitive rette dai verba timendi. Le completive "finali-volitive" sono rette dai verba curandi, sono introdotte da όπος, col congiuntivo oppure l'ottativo obliquo dipendente da tempi storici; in forma implicita possono avere l'accusativo o l'infinito. Infine le proposizioni rette dai verba affectuum possono presentarsi esplicite introdotte da ώς oppure ότι con l'indicativo o l'ottativo obliquo in dipendenza da tempi storici, oppure sono implicite con l'accusativo e l'infinito, o col participio predicativo.
  - Completive volitive: se implicite si formano con l'accusativo + infinito, se in forma esplicita si realizzano con congiunzioni subordinanti e modi finiti; dipendono dai verbi di convenienza, dovere, necessità, poi verbi di volontà, esortazione, preghiera, ordine, impedimento, dai verba timendi - curandi - cavendi.

- - Verbi di convenienza: di norma sono espressioni impersonali, coniugate alla III persona singolare: δεῖ (conviene), χρή (è necessario che), ἀνάγκη ἐστί (è giusto che) + infinito; il loro valore è quello di una proposizione soggettiva enunciativa.

- - Verba voluntatis: la completiva volitiva si costruisce con questi verbi di volontà come βούομαι, παραινέω, δέομαι, συμβουλεύω, δίδωμι + infinito, oppure con l'accusativo dopo il verbo all'indicativo + infinito.

- - Verba impediendi: i verbi dell'impedimento, come ἀπαγορεύω, ἐμποδίζω, ἐμποδών γίγνομαι; quando la proposizione reggente è affermativa, per la completiva si usa la negazione μή + infinito, e quando è negativa si usa μή οὐ + infinito.

- - Verba timendi: i verbi di timore come δείδω, φοβέομαι, προμηθέομαι, e si costruiscono con proposizione introdotte da μή se si teme che accada qualcosa di non voluto, o da μή οὐ se si teme che non accada qualcosa di voluto. I modi utilizzati in dipendenza da verbi di timore sono il congiuntivo che è in dipendenza da tempi principali e storici, poi l'ottativo in dipendenza solo da tempi storici, e indicativo futuro quando è introdotto da ὅπως e ὅπως μή

- - Verba curandi: verbi del prendersi cura, del preoccuparsi di, di adoperarsi per qualcosa o qualcuno: ἐπιμελέομαι, φροντίζω, σκοπέω, σπουδάζω. Questi verbi per la costruzione, sono accompagnati da preposto ὅπως seguiti dall'indicativo futuro o dal congiuntivo, oppure con l'ottativo in presenza di tempi storici.

- Proposizioni avverbiali o circostanziali: contengono un'integrazione non indispensabile della reggente, possono distinguersi in finali, consecutive, temporali, causali, condizionali, comparative. Le proposizioni finali possono essere introdotte da ίνα, ώς, presentano il congiuntivo in dipendenza di tempi storici, ma può essere usato anche l'ottativo obliquo; con la negazione μή si può presentare una semplice congiunzione subordinante. La finale si può esprimere anche in "modo implicito" con l'infinito dipendente da un verbo in movimento, retto anche da preposizioni come είς e πρός. In italiano solitamente si usa per la finale il participio futuro, oppure anche una sfumatura soggettiva con ώς. Le proposizioni consecutive sono introdotte da ὥστε, presentano l'infinito quando esprimono una conseguenza vista come possibile o come di ambito generale a prescindere dalla singola realizzazione, e l'indicativo per una conseguenza vista come reale e legata al singolo avvenimento. Nel primo caso la negazione è μή, nell'altro όυ. Nelle implicite il soggetto se diverso da quello della reggente, è espresso in accusativo. Le proposizioni temporali sono espresso in forma esplicita con l'indicativo, possono presentare l'ottativo obliquo in dipendenza da tempo storico, ma anche con un congiuntivo eventuale accompagnato da particella άν; le "eventuali" hanno la particella όταν.

- - Finali esplicite: sono introdotte dalle congiunzioni ἵνα, ὡς, ὅπως, nel caso di negazione accompagnate da μή + il tempo del congiuntivo quando si è in dipendenza dai tempi principali, o storici; dell'ottativo in dipendenza solo di tempi storici. Le completive dei verba curandi sono rese come le finali, con  ὅπως + indicativo futuro. Le relative improprie con valore finale sono rese con il pronome relativo + indicativo futuro.

- - Finali implicite: si rendono col participio futuro, e raramente al presente, in tal caso il verbo è preceduto da ὡς; poi con l'infinito semplice in dipendenza dai verbi come δίδωμι, παρέχω, πέμπω. Raramente si usa il genitivo dell'infinito sostantivato in funzione finale, scrivendo nel periodo il soggetto al genitivo + infinito + complemento. L'infinito sostantivato è preceduto dalle preposizioni ὑπέρ, ἕνεκα τοῦ.

- Proposizioni temporali: esprimono la "contemporaneità", le principali congiunzioni sono le particelle έν e ω accento circonflesso e iota sottoscritto, poi ἡνίκα, ώς; l'anteriorità, con le principali congiunzioni "di tempo" ἐπεί, ώς, τάχιστα, ὅτε ἐν ῷ, μέχρι, πρίν; la "posteriorità" con le congiunzioni πρίν e πρότερον. Le "temporali implicite" sono espresse con participio congiunto, con genitivo o con accusativo assoluti, o con infinito sostantivato, che può essere accompagnato dalle preposizioni εν o άμα.
  - Temporali esplicite: sono introdotte dalle tipiche congiunzioni "di tempo". Quando hanno un rapporto di contemporaneità o posteriorità con la principale, esse sono espresse con l'indicativo (nel caso di negazione con οὐ anteposto) per indicare circostanze reali; con il congiuntivo + ἄν[1], oppure l'ottativo obliquo in dipendenza di tempo storico, per indicare circostanze eventuali, quando si usa la negazione si inserisce μή. La particella πρίν (prima che) si trova nelle temporali che si costruiscono con l'infinito se la sovraordinata è affermativa, poi con l'indicativo se la sovraordinata è negativa, e se si vuole indicare un fatto realmente accaduto; o il congiuntivo + ἄν, oppure l'ottativo in presenza di tempo storico, se la sovraordinata + negativa, e se si vuole indicare un fatto eventuale o ripetuto.

- - Temporali implicite: si possono esprimere col participio congiunto, dal participio assoluto (solitamente si preferisce il genitivo assoluto), o da preposizioni con l'infinito sostantivato, che esprimono in base a specifiche particelle la contemporaneità (ἐν τῷ) e l'anteriorità (μετά τό), e la posteriorità (πρό τοῦ) rispetto alla proposizione principale. Se il soggetto dell'infinito è diverso da quello della principale, si pone in accusativo.

- Proposizioni causali: sono espresse in modo esplicito e implicito; nel primo caso con l'indicativo, e introdotte da varie congiunzioni, nelle forme implicite sono espresse col participio congiunto o assoluto, o con l'infinito sostantivato accompagnato da opportuna proposizione.

- Proposizioni del periodo ipotetico: sono introdotte dalla congiunzione εἰ, si possono presentare in quattro tipi, come "reali - eventuali - possibili - irreali"; vale a dire la spiegazione della costruzione del periodo ipotetico greco. Il periodo si compone della proposizione reggente (l'apodosi) e la subordinata ipotetica ossia la protasi (così chiamata perché viene anteposta alla reggente), introdotta dalle particelle specifiche. Il periodo esprime la realtà o l'obiettività quando ha la congiunzione εἰ in relazione all'indicativo di qualsiasi tempo, soprattutto nell'apodosi. Il secondo valore dell'eventualità presenta un congiuntivo eventuale accompagnato dalla particella ἄν, e contraendosi con la congiunzione, può dare la resa di εάν; nell'apodosi si ha l'uso indicativo, ma si può usare anche un ottativo obliquo con valore iterativo. La terza resa della possibilità presenta congiunzione εἰ accompagnata dall'ottativo, mentre nell'irrealtà la congiunzione è accompagnata all'indicativo dei tempi storici, i tempi storici della protasi possono indicare un'ipotesi irreale, sia nel presente che nel passato e usano vari tempi greci. Il periodo ipotetico greco può essere indipendente o dipendente, se quest'ultimo dipende da un'altra proposizione: la protasi rimane alterata, oppure mantiene l'ottativo obliquo in presenza di tempi storici; le proposizioni della possibilità e dell'irrealtà rimangono sempre inalterate.

- - Periodo ipotetico dell'oggettività o realtà (I tipo): la protasi introdotta dalla particella εἰ (nella negazione si aggiunge μή) ammette tutti i tempi dell'indicativo, l'apodosi può avere l'indicativo, il congiuntivo esortativo, l'ottativo potenziale, l'imperativo o un aggettivo verbale in -τεός. Questa proposizione ammette l'avverarsi quasi per certo dell'azione compiuta o subita dal sostantivo della principale.

- - Periodo ipotetico dell'eventualità (II tipo): esprime l'eventualità nella protasi, e la realtà nell'apodosi: se l'eventualità riguarda un'azione da compiersi in futuro, sarà introdotta da ἐάν + congiuntivo presente o aoristo per i tempi storici, mentre l'apodosi ha l'indicativo futuro, oppure un imperativo presente. Se l'eventualità riguarda l'azione passata, la protasi è introdotta da ἐι + ottativo presente o aoristo, l'apodosi ha l'indicativo di un tempo storico (solitamente si preferisce l'imperfetto); si esprime l'azione iterata.

- - Periodo ipotetico della possibilità (III tipo): l'azione della protasi è data come possibile, anche se non con certezza di reale realizzazione, così pure la sua conseguenza, e si rende con ἐι + ottativo, mentre l'apodosi ha l'ottativo + ἄν; per la negazione si usa la particella οὐ.

- - Periodo ipotetico dell'irrealtà (IV tipo): l'ipotesi dell'azione si presenta come irreale e irrealizzabile rispetto a un fatto vero, sia presente che passato: la protasi è introdotta da ἐι + indicativo di un tempo storico, e così sarà pure l'apodosi con l'accompagnamento della particella ἄν, che come negazione οὐ.

- Proposizioni comparative: sono introdotte dalle specifiche congiunzioni ώς, ώσπερ oppure καθάπερ, e si accompagnano ai comparativi greci di maggioranza o minoranza, introdotti dalla congiunzione ή, preceduta dalla reggente. Per indicare la realtà si usa l'ottativo, per le altre possibilità l'ottativo o il congiuntivo. Il superlativo può essere rafforzato dal "dativo di misura", cioè si declina al dativo, mentre per indicare lo stato raggiunto di massimo grado possibile di una qualità il superlativo viene rafforzato da ὡς, oppure ὡς τάχιστα.

- - Comparative classiche: esprimono una circostanza che viene paragonata dal punto di vista della qualità o di quantità a quanto enunciato dalla proposizione reggente, e si dividono in comparative di maggioranza (μᾶλλον oppure πλεῖον + comparativo + ἥ a esprimere "più... che"), minoranza (μεῖον + comparativo + ἥ "meno...che"), uguaglianza (οὕτως, ὥσπερ, ὡς, καθάπερ, τοῖος "così, come, tale e quale") introdotte dai relativi comparativi. Per le proposizioni indipendenti si usano l'indicativo (per la realtà), il congiuntivo + ἄν o l'ottativo obliquo (per l'eventualità), l'ottativo + ἄν (potenzialità nel presente) e l'indicativo di un tempo storico + ἄν per esprimere l'irrealtà nel presente, o la potenzialità nel passato.

- - Comparative ipotetiche: si paragonano circostanze immaginarie con quelle reali, sono introdotte da ὥσπερ oppure ἄν ἐι (come se) + ottativo se ci si trova in un periodo ipotetico della possibilità, o l'indicativo di un tempo storico se ci si trova in un periodo ipotetico dell'irrealtà.

- - Comparative implicite: si esprimono col participio congiunto o con l'assoluto preceduti da ὡς, oppure con ἀντί + infinito sostantivato. Quando sono espresso con il participio, hanno valore comparativo ipotetico.

- - Proposizioni consecutive: esprimono la conseguenza di ciò che è enunciato nella reggente, e sono anticipate da aggettivi e avverbi specifici come τοιοῦτος, τοσοῦτος, ἡλίκος, ούτω, ὥδε.
  - Consecutive esplicite: sono introdotte da ὥστε, nella negazione con l'accompagnamento οὐ, e si rendono con i modi delle proposizioni dipendenti: indicativo per enunciare la realtà, la particella ἄν + ottativo per indicare la potenzialità nel presente, la particella ἄν + indicativo di un tempo storico per indicare l'irrealtà dell'azione. Le proposizioni relative con valore consecutivo hanno gli stessi modi delle altre consecutive esplicite, e possono avere nella negazione οὐ e μή.

- - Consecutive implicite: esprimono la conseguenza pensata, ma non effettivamente accaduta, sono rese con le particelle ὥστε (+ μή per la negazione) in compagnia dell'infinito; se il soggetto della consecutiva è sottinteso, o se diverso da quello della reggente, è posto in accusativo. La consecutiva implicita si può esprimere anche senza verbo, soprattutto se ad essere sottinteso è il verbo εἰμί, si usa solo l'aggettivo o il sostantivo con le correlazioni οἶος + infinito, oppure il participio futuro sostantivato in relazione del complemento.

- Proposizioni concessive: simili alle condizionali, nella forma esplicita sono introdotte dalla congiunzione καί seguite dall'indicativo, per indicare una circostanza obiettiva, dal congiuntivo se questa è eventuale, dall'ottativo se è considerata possibile, dall'indicativo dei tempi storici se è irreale. Esse esprimono un fatto, nonostante il quale si compie l'enunciato della proposizione reggente, e possono esprimere un fatto reale, o una supposizione, e sono precedute dalle particelle che significano: "anche se - benché - nonostante che - sebbene", oppure "pur" + gerundio o il participio, reso dal participio greco.

- - Esplicite: sono introdotte dalla congiunzione εἰ καί oppure καί ἐάν (negazione μή) + indicativo (per esprimere realtà dell'azione), il congiuntivo per l'eventualità, l'ottativo per la possibilità, e l'indicativo dei tempi storici per l'irrealtà.

- - Implicite: si esprimono col participio congiunto, a volte accompagnato da καίπερ, che concorda con il tempo verbale della reggente, poi con il genitivo assoluto e l'accusativo assoluto + infinito.

- Proposizioni relative: possono essere "aggettive" (attributive, proprie, determinative, esplicative) oppure avverbiali (circostanziali o improprie). Le aggettive presentano il modo indicativo, oppure l'ottativo obliquo se la reggente ha il tempo storico, se la proposizione è irreale si può trovare anche il congiuntivo; le relative avverbiali possono presentare sfumatura finale, consecutiva, causale, concessiva, condizionale. Sono introdotte da un pronome relativo, o dagli avverbi relativi οὗ, ὅποι, ὅθεν. Si dividono in:
  - Relative proprie: quando aggiungono o precisano qualcosa sul termine cui si fa riferimento; la loro funzione è paragonata a quella dell'attributo e dell'apposizione nell'ambito della frase (Es: Non sanno quello che dicono). Per esprimere la realtà si usa l'indicativo del presente, o quello dei tempi storici + ἄν per esprimere la potenzialità o l'irrealtà dell'azione nel passato; poi ottativo senza ἄν per esprimere la funzione di desiderio, mentre se è accompagnato da ἄν, si esprime la potenzialità dell'azione nel presente; il congiuntivo con ἄν si esprime l'eventualità, mentre senza ἄν si esprime il dubbio o un ordine. Nelle relative proprie, con i verbi del "dovere", è previsto anche l'uso dell'imperativo.

- - Relative improprie o circostanziali: esprimono una determinazione accessoria, che arricchisce la conoscenza di quanto affermato nella proposizione principale, e hanno valore di proposizioni dipendenti indirette: valore finale quando si usa l'indicativo del verbo + ὅστις, consecutivo quando si usa il pronome personale + indicativo, e ipotetico quando si usano i verbi del "vedere".